# سليمان شاه الثاني سلطان قدح
بادوكا سري السلطان سليمان شاه الثاني بن السلطان مظفر شاه الثالث (توفي في 28 فبراير 1626) كان السلطان الثاني عشر لسلطنة قدح. كان عهده من 1602 إلى 1626. خلال فترة حكمه، دمرت الغارات القادمة من سلطنة آتشيه العديد من مزارع الفلفل الأسود في لانكاوي، حيث أرادت آتشيه احتكار الصناعة. فقام ببناء كوتا كوالا فهغ كحصن دفاعي رداً على غارة آتشيه بمساعدة الإمبراطورية البرتغالية. ودمرت غارة ضخمة من آتشيه عام 1619 القلعة وأجبرت البرتغاليين على الإخلاء.